# 橘和奈
橘 和奈（たちばな あいな、1999年〈平成11年〉2月22日 - ）は、日本のタレント、女優、グラビアモデル。福島県出身。グラビアをはじめ、テレビ、舞台、地域PRなど幅広い分野で活動している。

## 経歴
元CAの経歴を持つ。2023年4月7日、FRIDAYでグラビアモデルとしてデビュー。週刊現代のインタビューにて「初めてのグラビア撮影で緊張したが楽しかった」と語り、プロフェッショナルな撮影チームに感動したと述べている。
2023年7月21日、テレビ朝日のYouTubeチャンネル『動画、はじめてみました』で公開された動画に出演した。
2023年9月22日から10月2日、エアースタジオの舞台シズカ式『佐藤家のぬかどこ～ドーナツの穴～』に出演し、演技初挑戦。
2023年12月14日発売の『週刊ヤングジャンプ』（集英社）巻末グラビアで、同誌初のグラビアを披露。
2024年
2024年1月に劇団バルスキッチン第31回公演『浅草プロローグ』に出演した。
2024年3月21日、マイナビニュースのインタビューに登場し、アクセスランキングで上位にランクインした。インタビューではこれまでの活動を振り返りつつ、今後挑戦したい内容についても語った。
2024年4月22日（月）発行の『週刊プレイボーイ19号』で週プレに初登場し、海や岩場、森などで撮影した様子が掲載された。
2024年5月1日に出演した「佐久間宣行のNOBROCK TV」では、見取り図と共演し、話題になった。動画は100万再生を超えている。
2024年7月11日、東京・渋谷駅にて、自身のグラビアが掲載された雑誌『サイゾー』2024年8月号を無料配布する企画を行った。
2024年11月25日発売の『週刊ポスト』に初登場。身長170cmのスレンダーボディを披露。
2025年
2025年2月、橘にとって初めてとなるファッションモデルとしての活動が、ファッションブランド「HYSTERIC GLAMOUR」の特集「KAIUN GIRL」にて行われた。
2025年3月15日、福島県大熊町で開催された復興交流イベント「おおくま学園祭2025 OKUMA ODYSSEY」にて、2年連続でMCを務めた。
2025年4月12日、福島県大熊町の産業交流施設「CREVAおおくま」にて開催された、格闘技を通じた復興支援イベント「大熊警備隊 発足イベント」において、司会進行を務めた。
その他、出身地である福島県の復興プロジェクト「HAMADOORI13」のPRリーダーとして、地域振興に尽力している。

## 人物
- 格闘技好きを公言しており、自身もキックボクシングのジムに通っている。2024年7月28日、「Yogibo presents 超RIZIN.3」ではレポーターを務め、所英男や朝倉未来の試合などを現地で取材した[15]。

- 格闘技への関心から、タイでムエタイジムのトレーニングを体験したこともあるとインタビューで語っている[16]。

- 芸能活動については、家族にはまだ伝えておらず、「有名になってから知ってもらいたい」と考えている。出演した雑誌などは自宅に置いているものの、家族は気づいていないという[17]。

- 撮影前には他のモデルのグラビアを研究し、スマートフォンに多数の参考画像を保存してイメージトレーニングを行っていると語っている[18]。

## 出演

### 雑誌
- 『FRIDAY』（2023年）
- 『週刊FLASH』（2023年）
- 『週刊ビッグコミックスピリッツ』（2023年）
- 『週刊現代』（2023年）
- 『週刊プレイボーイ』（2024年）
- 『サイゾー』（2024年）
- 『水色エモーション』（2024年）
- 『週刊ポスト』（2024年）

### 番組
- 『佐久間宣行のNOBROCK TV』（2024年）
- 『WINTICKETミッドナイト競輪』（2024年）

### 舞台・映像
- 『シズカ式『佐藤家のぬかどこ～ドーナツの穴～』（2023年）
- 『浅草プロローグ』（2024年）
- 『消せない写真』（2024年）
- 『上京日記』（2024年）